# Collège électoral
Pour les articles homonymes, voir Collège (homonymie).
Un collège électoral désigne un groupe de personnes restreint ayant les mêmes qualités et participant à une élection. Les membres de ce groupe peuvent être désignés ou élus. Dans ce dernier cas, le suffrage est indirect, car le collège (dont les membres sont parfois appelés grands électeurs) est le représentant des personnes les ayant élus.
Selon les systèmes politiques, ces représentants peuvent ne pas avoir pour unique mandat la participation à l'élection, mais faire également partie d'une autre organisation ou entité politique. La plupart des pays ont créé un collège électoral pour l'une ou l'autre des élections à une fonction ou un mandat politique.
Ainsi élus, ces grands électeurs seraient plus sages, moins sujets au populisme et feraient ainsi un meilleur choix qu'un corps électoral plus large.

## Organes élus

### Parlement
En France par exemple, le Sénat est élu par 150 000 grands électeurs, qui sont les députés, les sénateurs, les conseillers régionaux, conseillers de l'Assemblée de Corse, conseillers à l'assemblée de Guyane et conseillers à l'assemblée de Martinique, les conseillers départementaux et les délégués des conseils municipaux, et, pour les sénateurs représentant les Français établis hors de France, les députés élus par les Français établis hors de France, les sénateurs représentant les Français établis hors de France, les conseillers consulaires et les délégués consulaires.

### Gouvernement
En Suisse, le Conseil fédéral (aussi surnommé le chef de l'État à sept têtes en raison de sa collégialité) est élu par un collège électoral, nommé Assemblée fédérale et composé de la réunion du Conseil national et du Conseil des États.

### Chef d'État
Par ailleurs, dans plusieurs pays, les grands électeurs désignent le chef d'État :
- en Allemagne, le président fédéral est élu au suffrage indirect par l'Assemblée fédérale (Bundesversammlung) composée pour moitié des députés du Bundestag et de représentants élus par les Landtage ;
- aux États-Unis, des grands électeurs élus au suffrage universel pour un mandat impératif désignent le président ;
- en France, le premier mandat de président de la Cinquième République a été attribué par un collège de 81 764 grands électeurs (parlementaires, conseillers généraux et représentants des conseils municipaux).

### Collège des cardinaux
Au sein de l'Église catholique romaine existe le Collège des cardinaux, composé des cardinaux, qui assiste le pape dans ses décisions, assure le gouvernement en cas de vacance de ce dernier et élit un nouveau pape après son décès.
La tradition installée depuis le XIVe siècle est que le nouveau pape soit élu parmi les membres du Sacré Collège, ce qui n'est en aucune façon obligatoire.